# Cambridgea quadromaculata
Espèce
Cambridgea quadromaculata est une espèce d'araignées aranéomorphes de la famille des Desidae.

## Distribution
Cette espèce est endémique de Nouvelle-Zélande.

## Description
La carapace du mâle holotype mesure 7,1 mm de long sur 5,5 mm de large, son abdomen 6,0 mm de long. La carapace de la femelle paratype mesure 7,1 mm de long sur 5,5 mm de large, son abdomen 10,5 mm de long.

## Publication originale
- Blest & Taylor, 1995 : Cambridgea quadromaculata n. sp. (Araneae, Stiphidiidae): a large New Zealand spider from wet, shaded habitats. New Zealand Journal of Zoology, vol. 22, p. 351-356.